# Баласанян, Марине Гарниковна
Марине Гарниковна Баласанян (арм. Մարինե Գառնիկի Բալասանյան) (род. 4 октября 1959, Ереван) ― советский и армянский врач-фармацевт, доктор медицинских наук (2003). Известна по лечению нарушений мозгового кровообращения фармакологическими средствами.

## Биография
Марине Баласанян родилась 4 октября 1959 года в Ереване, Армянская ССР.
В 1982 году окончила Ереванский государственный медицинский институт имени Мхитара Гераци, фармацевтический факультет. С 1982 по 1986 работала на кафедре фармацевтической химии Ереванского государственного медицинского института старшим лаборантом, с 1986 по 1994 трудилась на кафедре фармакологии младшим научным сотрудником, научным сотрудником.
С 1994 по 1998 год жила и работала в Москве старшим научным сотрудником лаборатории фармакологии нарушений мозгового кровообращения Московского научно-исследовательского института фармакологии. В 1998 году поступила в докторантуру Московского научно-исследовательского института фармакологии по специальности «Фармакология». С 1998 года работала на кафедре фармацевтической химии Ереванского медицинского университета.
В 2003 году защитила докторскую диссертацию на соискание учёной степени доктора медицинских наук.
С 2004 по 2007 год была учёным секретарем журнала «Медицина Армении». С 2011 по 2013 год возглавляла европейские проекты DIUSAS и PICQA в Ереванском государственном медицинском университете.
С 2011 года работала заведующим отделением фармакологии. В 2013 году стала координатором европейского проект VERITAS по реформе докторантуры в университетах Армении.
Проходила профессиональные стажировки в университетах Салоников, Мальты, Камерино, Гейдельберга и Хельсинки. Также прошла обучение педагогических университетах Мюнхена, Кобленца, Ле-Мана и Парижа.

## Научная деятельность
Работы Марине Баласанян посвящены лечению нарушений мозгового кровообращения фармакологическими средствами. Под её научным руководством защищено ряд кандидатских диссертаций. Автор учебных пособий, имеет несколько изобретательских патентов по фармакологии.

## Членство в организациях
- Научное общество фармацевтов Армении (1982)
- Армянская ассоциация фармацевтов (1982)